# Светлана Прудникова
Светлана Прудникова (рус. Светла́на Алекса́ндровна Пру́дникова; Балаково, 18. март 1967) је руско - српска шахисткиња са звањем велемајсторице.

## Каријера
Светлана Прудникова је стекла титулу међународног мајстора шаха 1987. а велемајстора 1992. године.
Освојила је по два пута првенство Русије (1992, 1998) и Првенство СР Југославије (2000, 2002).
Прудникова је играла за репрезентацију Русије на шаховским олимпијадама 1992. и 1996. Представљајући СР Југославију (2000, 2002 и 2004), помогла је да се оствари  велики успех 5. местом на 34. шаховској олимпијади 2000. године. Освојила је две појединачне златне медаље играјући на другој табли на две олимпијаде: 1992. и 2002.
Светланина ћерка Тамара Чуровић је тенисерка и чланица Фед куп репрезентације Србије.